# غاري ويليس
غاري ويليس (بالإنجليزية: Gary Willis)‏ هو ملحن أمريكي، ولد في 28 مارس 1957 في لونغفيو في الولايات المتحدة.

## وصلات خارجية
- غاري ويليس على موقع ميوزك برينز (الإنجليزية)
- غاري ويليس على موقع أول ميوزيك (الإنجليزية)
- غاري ويليس على موقع ديسكوغز (الإنجليزية)